# Karl Dorn
Karl Dorn OSB (* in Amberg; † 20. Oktober 1537 in Metten) war ein deutscher Benediktiner und Abt des niederbayerischen Klosters Metten.

## Biografie
Karl Dorn entstammte einer armen Familie in der Stadt Amberg in der Oberpfalz. Dennoch wurde er wegen seiner Begabung zum Studium nach Regensburg geschickt. Anschließend trat er in das Benediktinerkloster Metten ein. Hier wurde er am 26. Februar 1535 zum Abt gewählt. Die Wahl wurde am 13. März desselben Jahres durch den Bischof von Regensburg bestätigt.
Der deutsche Dichter und Humanist Kaspar Brusch lobte Abt Karl Dorn von Metten als einen Mann von untadeligem Charakter und als gelehrten Förderer der Wissenschaft und Kunst (vir candidus et integer, omniumque eruditione aliqua commendabilium fautor et Maecenas summus). Karl Dorn hatte eine Geschichte über die Entstehung der Reformation verfasst, die jedoch nicht erhalten ist (Synopsis de ortu et progressu lutheranae haereseos). Möglicherweise ist er auch der Verfasser einer Geschichte des Herzogtums Bayern, deren Handschrift bei der Säkularisation in die Zentral-Bibliothek in München kam.